# 廖如恩
廖如恩（1972年—），广西靖西人，壮族，中华人民共和国政治人物、第十一届全国人民代表大会广西地区代表。
毕业于桂林陆军学院政治工作专业，是中共党员。担任广西桂林市环境卫生管理处固体废弃物运输车队司机。2008年起担任全国人大代表。